# Deportivo Masatepe
Deportivo Masatepe is een Nicaraguaanse voetbalclub uit de stad Masatepe. De club won de beker van Nicaragua in 2005.

## Erelijst
Beker van Nicaragua
2005
Chinandega ·
Deportivo Las Sabanas ·
Deportivo Ocotal · 
Deportivo Walter Ferretti · 
Diriangén · 
Juventus Managua · 
Managua · 
Real Estelí · 
Real Madriz · 
UNAM Managua